# The Perfect Red Velvet
The Perfect Red Velvet é a reedição de Perfect Velvet, segundo álbum de estúdio do grupo feminino sul-coreano Red Velvet, lançado em novembro de 2017. A reedição foi lançada em 29 de janeiro de 2018 pela S.M. Entertainment com a faixa-título "Bad Boy", que foi produzida pela equipe de produção americana The Stereotypes, que trabalhou anteriormente com o grupo em uma música do álbum original. O álbum também contém duas novas faixas, que incorporam estilos R&B e disco retrô, juntamente com todas as faixas do Perfect Velvet.
Os críticos elogiaram o grupo por retratar mulheres poderosas e tentar um conceito sexy pela primeira vez desde sua estreia em "Bad Boy". Eles também elogiaram as músicas adicionadas ao álbum por sua vibe retrô. A Billboard fez referência ao conceito dual do grupo e chamou o álbum e o single "representantes gerais" de seu lado "velvet".
O álbum liderou o Gaon Album Chart, da Coreia do Sul, e "Bad Boy" estreou em segundo lugar na tabela digital da Gaon. The Perfect Red Velvet também alcançou o terceiro lugar na parada mundial de álbuns da Billboard, enquanto "Bad Boy" alcançou a segunda posição na parada World Digital Songs. "Bad Boy" também se tornou o primeiro lançamento do grupo a se apresentar no Canadian Hot 100.

## Antecedentes
Apenas dois meses após o lançamento do segundo álbum de estúdio do grupo Perfect Velvet, que se tornou seu álbum mais bem sucedido até a data, S.M. Entertainment anunciou através de um teaser de imagem publicado em suas contas oficiais no Twitter e Instagram em 23 de janeiro de 2018, que Red Velvet lançará uma reedição do álbum Perfect Velvet intitulado The Perfect Red Velvet com "Bad Boy" como faixa-título.
"Bad Boy" foi descrita como uma música com um conceito "sexy" ou "girl crush" por sites de notícias sul-coreanos, que nunca foi feito pelo grupo. Em 24 de janeiro de 2018, foi relatado que a reedição de Perfect Velvet será lançado no dia 29 de janeiro com três novas faixas, incluindo "Bad Boy".
Em 26 de janeiro, os teasers individuais das integrantes Wendy e Joy foram lançados através das contas SNS oficiais do grupo, que foram observadas por Kang Seo-jung da Osen como tendo a vibração de uma poderosa "eonni". No mesmo artigo, Kang Seo-jung também falou de como seu último conceito difere dos lançamentos anteriores do grupo. Estes teasers foram seguidos por clipes de Irene e Yeri no dia seguinte, com Seulgi sendo lançado em 28 de janeiro.

## Novo material
Com todas as faixas do Perfect Velvet, a reedição foi lançada com três novas faixas com um total de doze faixas. O primeiro single do álbum "Bad Boy" é caracterizado como uma música de R&B com elementos de hip hop e uma melodia de sintetizador, juntamente com um pesado som de baixo. Em uma entrevista com o Idolator em 16 de janeiro de 2018 sobre ser indicado ao prêmio Grammy e trabalhar com artistas do K-pop, a equipe de produção americana The Stereotypes revelou que tinha "um novo que seria muito legal" quando perguntado sobre trabalhar com o Red Velvet. Anteriormente, eles também produziram duas faixas do Perfect Velvet ("Kingdom Come" e "Attaboy"). Foi eventualmente relatado que a nova faixa será a faixa-título do álbum "Bad Boy". A música foi composta por The Stereotypes, Maxx Song e Whitney Philips com letras coreanas de Yoo Young-jin, a música descreve a atração entre homens maus e mulheres arrogantes. O site de notícias mexicano Milenio chamou a melodia da música de uma mistura de R&B e hip hop e descreveu suas letras como a história do início do relacionamento do casal.
Uma das três novas faixas "All Right" é uma música dance-pop que encoraja a pessoa a olhar para o futuro com as pessoas ao seu redor. Composta por Kevin Charge, Phoebus Tassopoulus e Jessica Jean Pfeiffer, suas letras foram escritas por Lee Seu-ran de Jam Factory. Por outro lado, "Time to Love" é uma balada R&B de meio-tempo composta por Ellen Berg Tollbom, Ming Ji-syeon e Lee Dong-hoon com letras escritas por Kim Eun-jung detalhando a excitação de um novo relacionamento.
No iTunes e no Apple Music, a reedição foi lançada como um EP de cinco faixas, sem faixas do Perfect Velvet, mas com as versões instrumentais de "Bad Boy" e "Peek-a-Boo", junto com as novas faixas "Bad Boy", "All Right" e "Time to Love".

## Promoções
A faixa-título do álbum "Bad Boy" teve o que Annie Martin, da UPI, chamou de "videocassete" que mostrava as integrantes em várias roupas de coordenação, incluindo conjuntos totalmente pretos e pijamas cor-de-rosa. A música foi coreografada pela coreógrafa e dançarina de hip hop japonesa Rie Hata, que já trabalhou com CL para a coreografia de "The Baddest Female" e com a colega de empresa, BoA, para seu single "Nega Dola".
O Red Velvet realizou um showcase de retorno em 29 de janeiro de 2018, no mesmo dia do lançamento do álbum, e foi apresentado pela colega de empresa Hyoyeon, integrante do grupo feminino Girls' Generation. Foi transmitido ao vivo através do aplicativo V-Live da Naver. Durante o show, as integrantews discutiram suas novas músicas, incluindo "Bad Boy", que apresentaram ao vivo pela primeira vez. O grupo começou suas promoções em shows de música através do M Countdown em 1 de fevereiro. O grupo também apresentou a música no Music Bank, Show! Music Core, Inkigayo e Show Champion, onde elas ganharam seu primeiro troféu para "Bad Boy" em 7 de fevereiro. Para promover ainda mais o álbum e single, as integrantes também apareceram em vários programas de rádio na Coreia do Sul, como Choi Hwa Jung Power Time da SBS FM, NCT's Night Night da SBS e Kim Chang Ryul's Old School Radio da SBS FM.
Em 28 de fevereiro de 2018, Red Velvet lançou o videoclipe para "I Just".

## Recepção
Tamar Herman, da Billboard, chamou a faixa-título "Bad Boy" de "mais sombria ainda", comparando-os com os tons do arco-íris de seu último single "Peek-a-Boo" e afirmou que as integrantes "aumentaram suas tendências" com a adição das novas músicas. Tamar também comentou sobre o estilo das integrantes, observando os "uniformes sexy e trajes de arrastão e couro" que representavam o grupo como "Mulher fatal". A coreografia da música também foi vista como a mais sexy que o grupo já fez. Por fim, ele chamou a música e o álbum de "representantes globais" do lado "velvet"udo" do grupo (uma referência ao conceito dual do grupo), contrastando as músicredelho" mais peculiares que o grupo lançou no ano anterior. Similarmente, Ela Teodosio, do Christian Today, acreditava que o single era a sua "faixa mais ardente até o momento" e afirmou que as outras duas faixas que foram adicionadas ao álbum "seguem o tema do grupo de disco retrô". Avery Thompson, da Hollywood Life, chamou as integrantes de "o epítome do poder feminino" ao elogiar o videoclipe do single. Jeff Benjamin, da Fuse, opinou que o grupo colocou seu próprio estilo no R&B moderno e no hip hop, comparando-o com nomes como Rihanna, Tinashe e Cardi B, onde elas incorporam "frases atrevidas em seus versos e refrões". Ele então descreveu a outra faixa "All Right" como um "corte synth-pop " e "Time to Love" como uma "balada mal-humorada". Forbes afirmou que o trabalho dos The Stereotypes no álbum "ajudou a aprimorar o exuberante som contemporâneo do R&B-encontra-pop".
Na Coreia do Sul, X Sports News chamou de "Bad Boy" a mistura perfeita do lado "Red" intenso do grupo e "Velvet" suave em sua revisão do conceito dual "Red" e "Velvet" do Red Velvet desde sua estreia com "Happiness" e "Be Natural".

## Desempenho nas paradas
The Perfect Red Velvet estreou no topo da Gaon Album Chart e também liderou o Weekly Album Chart do Hanteo após seu lançamento. O single "Bad Boy" também alcançou o primeiro lugar na tabela de downloads semanais da Gaon e na segunda posição no Gaon Digital Chart. O álbum ficou em terceiro lugar na parada mundial de álbuns da Billboard, enquanto "Bad Boy" alcançou o segundo lugar em sua parada na World Digital Songs e conquistou suas melhores vendas nos EUA, vendendo 4.000 downloads de 26 de janeiro a 1 de fevereiro. O álbum tornou-se seu segundo lançamento a ser exibido no French Download Albums Chart e seu mais alto, no número 87. "Bad Boy" também marca a estreia do grupo no número 100 do Canadian Hot 100, tornando-se apenas o sétimo artista de K-pop e o terceiro ato feminino a aparecer no gráfico. No Japão, The Perfect Red Velvet chegou ao 29º lugar no Oricon Albums Chart.

## Lista de faixas
| N.º            | Título                                                | Letras                    | Música                                                   | Duração |  |
| 1.             | "Bad Boy"                                             | JQ Moon Hee-yeon          | The Stereotypes Maxx Song Whitney Phillips Yoo Young-jin | 3:30    |  |
| 2.             | "All Right"                                           | Jam Factory               | Kevin Charge Phoebus Tassopoulos Jessica Jean Pfeiffer   | 3:49    |  |
| 3.             | "Peek-A-Boo" (피카부; Pikabu)                         | Kenzie Yeri               | Moonshine Cazzi Opeia Ellen Berg Tollbom                 | 3:09    |  |
| 4.             | "Look" (봐; Bwa)                                      | Jinbo Sumin               | Charli Taft Daniel "Obi" Klein Jinbo Sumin               | 4:06    |  |
| 5.             | "I Just"                                              | Kim Boo Min               | Aventurina King Hitchhiker Kim Boo-min John Fulford      | 3:08    |  |
| 6.             | "Kingdom Come"                                        | Lee Seu-ran (Jam Factory) | The Stereotypes Deez Ylva Dimberg                        | 3:30    |  |
| 7.             | "Time To Love"                                        | Kang Eun-Jeong            | Ellen Berg Tollbom Kim Min-Ji Lee Dong-Hoon              | 3:15    |  |
| 8.             | "My Second Date" (두 번째 데이트; Du Beonjjae Deiteu) | Jeon Gan-di               | James Wong Sidnie Tipton Sophie Stern                    | 3:15    |  |
| 9.             | "Attaboy"                                             | Kenzie                    | Kenzie The Stereotypes Ylva Dimberg                      | 3:17    |  |
| 10.            | "Perfect 10"                                          | Cho Yoon Kyung            | Charli Taft Daniel "Obi" Klein Deez                      | 3:30    |  |
| 11.            | "About Love"                                          | 1월 8일 (Jam Factory)     | RE:ONE Davey Nate                                        | 3:26    |  |
| 12.            | "Moonlight Melody" (달빛 소리; Dalbit Sori)           | Lee Joo-hyung (Monotree)  | Lee Joo-hyung (Monotree) Kwon Deok-geun                  | 3:41    |  |
| Duração total: | Duração total:                                        | Duração total:            | Duração total:                                           | 41:36   |  |

## Paradas
| Parada (2018)                              | Melhores posições |
| ------------------------------------------ | ----------------- |
| French Download Albums (SNEP)              | 87                |
| Japanese Albums (Oricon)                   | 29                |
| South Korean Albums (Gaon)                 | 1                 |
| Estados Unidos (Billboard Top Heatseekers) | 7                 |
| Estados Unidos (Top World Albums)          | 3                 |

## Histórico de lançamento
| Região        | Data                  | Formato(s)           | Gravadora(s)                   |
| ------------- | --------------------- | -------------------- | ------------------------------ |
| Coreia do Sul | 29 de janeiro de 2018 | CD, download digital | S.M. Entertainment Genie Music |
| Mundo         | 29 de janeiro de 2018 | CD, download digital | S.M. Entertainment             |